# 集里街道
集里街道（しゅうりかいどう）は中華人民共和国湖南省長沙市瀏陽市の街道。

## 行政区画
- 禧和社区
- 龔家橋社区
- 集里橋社区
- 神仙坳社区
- 百宜社区
- 太平社区
- 錦美社区
- 西湖村（2015年、平水村、長青村を母体に新制「西湖村」として発足。）
- 道吾村（2015年、道吾村、太和村、八仙村を母体に新制「道吾村」として発足。）
- 北城村（2015年、東沙村、杉松村を母体に新制「北城村」として発足。）
- 宏源村
- 唐家園村
- 星鎮村
- 合盛村

## 歴史
2015年、旧制集里街道、太平橋鎮を母体に新制「集里街道」を設置。

## 経済

### 名物・特産品
- 野菜
- 苗木
- 黒山羊
- イノシシ

## 地理
集里街道は瀏陽市の中部に位置し、北は蕉渓鎮と、北東は関口街道と、南東は淮川街道と、西は葛家鎮と、北西は洞陽鎮と、南は荷花街道、棖沖鎮とそれぞれ接している。
- 山：道吾山（標高787メートル）、仙人嶺（331.7メートル）
- 河川：瀏陽河
- ダム湖：道吾山水庫

## 教育
- 集里中学

## 交通

### 道路
- 高速道路：G106、G319、長洪高速道路
- 省道：S103

## 観光
- 道吾山風景区：興華禅寺、引路松、五老峰、失馬橋、挂榜山、羅漢洞、棋盤石、挂剣泉、白竜泉